# Кіпніс Цфанія-Гедалія Якович
Цфанія-Гедалія Якович Кіпніс (нар. 1 січня 1905 — 26 квітня 1982) — радянський художник і скульптор.

## Навчання
Народився в с. Словечне (нині Овруцького району Житомирської області[джерело?].
Навчався в гімназії на івриті, учасник руху Ха-шомер Ха-цаир і Хехалуц.
Ц.Кіпніс також навчався в Київській єврейській художньо-промисловій школі Культур-ліги. Він учень графіка, живописця, скульптора і театрального художника Мойсея Цалеровича Епштейна (1899, Бобруйськ — 1949, Москва)
Учасник Другої світової війни. Нагороджений чотирнадцятьма бойовими нагородами, орденами і медалями.

## Творча діяльність
Ц.Кіпніс відомий, як театральний художник. Він — автор пам'ятника радянським бійцям в Німеччині.
Він також — художник-оформлювач книг, член Спілки художників УРСР, учасник багатьох виставок.
До Ізраїлю Цфанія Кіпніс переїхав у 1973 році.

## Сценографія
- Білоруський державний театр ляльок 1945, 1952
- Чарівні подарунки[4]